# Nawanshahr
Nawanshahr (en punyabí: ਨਵਾਂਸ਼ਹਿਰ ) es una ciudad de la India, centro administrativo del distrito de Shahid Bhagat Singh Nagar, en el estado de Punyab.

## Geografía
Se encuentra a una altitud de 259 m s. n. m. a 98 km de la capital estatal, Chandigarh, en la zona horaria UTC +5:30.

## Demografía
Según estimación 2010 contaba con una población de 31 150 habitantes.